# Иона (епископ Пермский)
Епископ Иона (умер 6 июня 1470) — пятый епископ Пермский, преемник святителя Питирима. Канонизирован в лике святителей, память совершается 29 января (11 февраля) и 6 (19) июня.
Избран в епископы из простых иноков, рукоположён в 1456 году митрополитом Ионой Московским; с успехом продолжал обращение в христианство язычников-коми-пермяков, живших по Каме и Чусовой. В начале проповеди ему пришлось претерпеть много лишений и страданий среди обращаемых, пока ему не удалось обратить в христианство одного пермского князя и нескольких волхвов.
На месте истреблённых кумирниц им были построены церкви и при церквях заведены училища. В 1459 году Иона значится в числе русских иерархов, написавших «увещание» к епископам литовским оставаться верными православию.
Епископ Иона скончался в 1470 году и был похоронен рядом со своими предшественниками в кафедральном Благовещенском соборе. При перестройке деревянного храма в камне гробницы были помещены в отдельный Всехсвятский придел (1749). В 1936 году собор был разрушен. В 1996 году на месте захоронения была возведена часовня, в которой под спудом покоятся мощи святых епископов Герасима, Питирима и Ионы.
Установление почитания святителя Ионы относится к началу XVII века (в 1607 году по указанию царя Василия Шуйского была написана икона Пермских святителей, вскоре после её создания была установлена их общая память 29 января).